# Лепот (лунный кратер)
Кратер Лепот (лат. Lepaute) — небольшой ударный кратер на западном побережье Болота Эпидемий на видимой стороне Луны. Название присвоено в честь французского математика и астронома Николь-Рейн Лепот (1723—1788) и утверждено Международным астрономическим союзом в 1935 г.

## Описание кратера

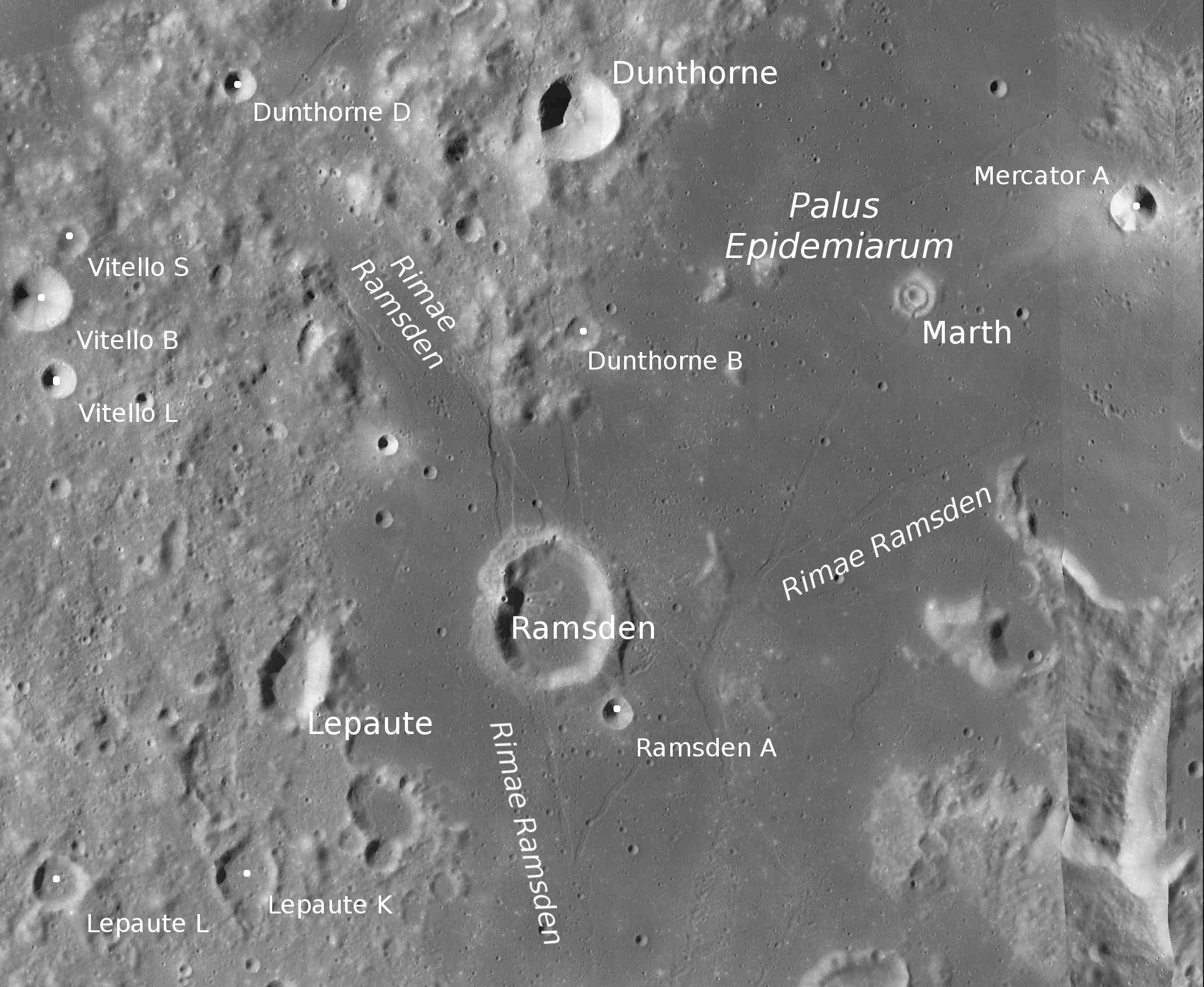
Окрестности кратера Лепот. Снимок зонда Lunar Reconnaissance Orbiter.

Ближайшими соседями кратера являются кратер Витело на севере-востоке; кратер Данторн на северо-востоке; кратер Рамсден на востоке; кратер Элгер на юго-востоке и кратер Клаузиус на юго-западе. На западе от кратера расположено Озеро Превосходства; на северо-западе Море Влажности; на северо-востоке Море Облаков; на востоке борозды Рамсдена; на юго-востоке Озеро Благоговения. Селенографические координаты центра кратера 33°18′ ю. ш. 33°41′ з. д. / 33,3° ю. ш. 33,69° з. д., диаметр 16,4 км, глубина 2,07 км.
Кратер Лепот имеет эллиптическую форму ориентированную в направлении юг-юго-запад — север-северо-восток и умеренно разрушен. Вал сглажен, северная и южная часть вала прорезаны долинами. Внутренний склон вала гладкий. Высота вала над окружающей местностью достигает 600 м. Дно чаши ровное, без приметных структур.

## Сателлитные кратеры

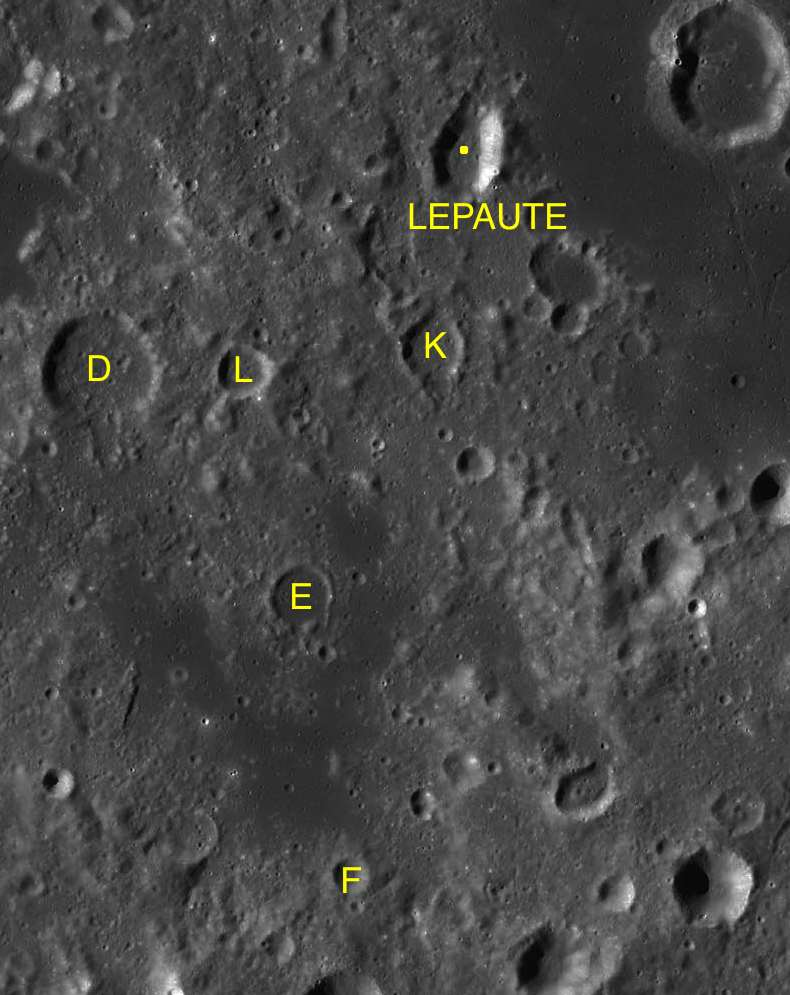
Фрагмент карты LAC-111.

| Лепот | Координаты                                            | Диаметр, км |
| ----- | ----------------------------------------------------- | ----------- |
| D     | 34°22′ ю. ш. 36°18′ з. д. / 34,36° ю. ш. 36,3° з. д.  | 20,4        |
| E     | 35°45′ ю. ш. 35°04′ з. д. / 35,75° ю. ш. 35,06° з. д. | 10,5        |
| F     | 37°20′ ю. ш. 34°53′ з. д. / 37,34° ю. ш. 34,88° з. д. | 6,2         |
| K     | 34°23′ ю. ш. 34°01′ з. д. / 34,39° ю. ш. 34,01° з. д. | 10,5        |
| L     | 34°26′ ю. ш. 35°19′ з. д. / 34,44° ю. ш. 35,32° з. д. | 9,1         |

## См.также
- Список кратеров на Луне
- Лунный кратер
- Морфологический каталог кратеров Луны
- Планетная номенклатура
- Селенография
- Минералогия Луны
- Геология Луны
- Поздняя тяжёлая бомбардировка